# Paulo Martins de Almeida
Paulo Martins de Almeida, primeiro e único Visconde de Almeida (Rio de Janeiro, 18 de junho de 1807 — Munique, 7 de abril de 1874), foi um nobre brasileiro.

## Biografia
Filho de Carlos Martins de Almeida e Matilde Ferreira, casou-se em 1845 com a condessa Francisca Sofia von Bayerstorff (1827-1912), filha do príncipe Carlos Teodoro da Baviera e neta do rei Maximiliano I José da Baviera. Agraciado comendador da Imperial Ordem da Rosa, cavaleiro da Imperial Ordem de Cristo e da Imperial Ordem do Cruzeiro. Foi ajudante de ordens de Dom Pedro I.

## Descendência
Foi pai de;
- Carlos Augusto de Almeida, Conde de Almeida[4] (Lisboa, 10 de maio de 1846 - Munique, 21 de Julho de 1902) em 2 de julho de 1879 caso-se com a Princesa Helene Ignatia Amalie von Wrede[5] (1859-1935), em Mondsee nr Salzburg. Com quem teve;[6][7]
  - Otto Paulo Maria, Conde de Almeida (Munique, 6 de fevereiro de 1881 - Wallgau, 8 de janeiro de 1956) casou-se com Condessa Marie-Sophie Gabriele Walpurga von Arco-Zinneberg. Com Descendência.[8]
  - Ludwig Victor Ignaz Maria, Conde de Almeida   (Munique, 5 de março de 1890 - Wallgau, 4 de abril de 1965) casou-se com Regina von Martius. Com Descendência.[9]
- Sofia Martins de Almeida, Condessa de Drechsel, (Munique, 1 de fevereiro de 1849 - Munique, 10 de maio de 1935) em 7 de julho de 1868 casou-se com o Conde Maximilian Karl August von Drechsel[10] (1844-1918), em Tegernsee. Com quem teve;[11][12]
  - Maximiliane Marie Karoline Sophie, Gräfin von Drechsel, Condessa de Drechsel (Munique, 27 de maio de 1869 - Tegernsee, 13 de janeiro de 1958)[13][14]
  - Carl-Max Paul August, Conde de Drechsel (Tegernsee, 11 de julho de 1872 - Karlstein, 5 de setembro de 1950) casou-se com Caroline Rübsamen. Com Descendência.[15]
- Mathilde Maximiliane Martins de Almeida, Condessa de Almeida (Lisboa, 7 de setembro de 1851 - Tegernsee, 25 de março de 1942) em 24 de maio de 1879 casou-se com Ludwig Christian Lindpaintner (1848-1896), em Graz.[16] Com quem teve;
  - Anica Lindpaintner, von Alvensleben (Landshut, 7 de abril de 1880 - Tegernsee, 13 de novembro de 1979) casou-se com Gebhard Anton von Alvensleben. Com Descendência.[17]
  - Paul Anton Maria Lindpaintner (Munique, 22 de maio de 1883 - Tegernsee, 23 de abril de 1969) casou-se com Maria Wegmann. Com Descendência.
- Anna Martins de Almeida, Baronesa de Meldegg (Lisboa, 02 de julho de 1853 - Tegernsee, 30 de setembro de 1942) em 24 de abril de 1875 casou-se com o Barão Theophil Reichlin von Meldegg (1846-1910), em Munique.[18]
- Paulo Antônio Maria Martins de Almeida, Conde de Almeida (Lisboa, 28 de agosto de 1861 - Tutzing, 13 de fevereiro de 1942) em 1 de novembro de 1884 casou-se com a Princesa Maria Isabella de Hohenlohe-Langenburg[19] (1858-1939), em Praga. Com quem teve;[20][21]
  - Karl, Conde de Almeida (Starnberg, 27 de junho de 1885 - Starnberg, 27 de agosto de 1975) casou-se com a Princesa Gabrielle von Lobkowicz.[22] Com Descendência.[23][24]
  - Isabella Maria Gabrielle Sophie Leopoldine, Condessa de Almeida (Praha, 15 de novembro de 1889 - Weinern, 21 de setembro de 1967) casou-se com o Conde Rudolf Roman Theodor Alfons Maria Fortuné von der Straten-Ponthoz.[25] Com Descendência.[26]
  - Sophie Gabrielle Marie, Condessa de Almeida (Starnberg, 2 de novembro de 1891 - Tutzing, 30 de agosto de 1972)[27]